# Stephanus Heuschling
Etienne Heuschling of Stephanus Heuschling (Luxemburg, 6 april 1762 - Brussel, 29 augustus 1847) was een Luxemburgs orientalist en hoogleraar Hebreeuws in Leuven.

## Levensloop
Heuschling genoot zijn opleiding Oosterse talen in Rome. Hij werd er docent Syrisch aan de Universiteit Sapienza Rome.
Teruggekeerd naar de Zuidelijke Nederlanden, was hij van 1790 tot 1797 de laatste hoogleraar Hebreeuws aan het Collegium Trilingue, onderdeel van de Universiteit Leuven.
Hij trouwde en ging in Brussel wonen. Hij was er vanaf 1806 hoogleraar aan de École de droit. Zodra de Rijksuniversiteit Leuven open ging, werd hij er aangeworven als hoogleraar.
Hij was de grootvader van Pierre Craninx, die na de Belgische Revolutie hoogleraar werd aan de nieuw opgerichte Katholieke Universiteit Leuven.